# The Sims 3 Pets
The Sims 3 Pets este un expansion pack al jocului de bază The Sims 3. Acesta constă în crearea unor animale de companie perfecte (sau nu) pentru simsii dvs. Jucătorul poate crea câini, pisici sau cai, dar în joc poate avea și păsări, broaște țestoase, rozătoare etc.
1. ↑   https://cdaction.pl/gry/the-sims-3-zwierzaki, accesat în 4 februarie 2025 Lipsește sau este vid: |title= (ajutor)